# Joseph Henri Guiguet
Joseph Henri Guiguet (Veyrins, 10 maggio 1891 – Corbelin, 28 ottobre 1979) è stato un aviatore e militare francese, distintosi come asso dell'aviazione da caccia durante il corso della prima guerra mondiale, con 5 vittorie confermate, 7 probabili, e cinque citazioni all'ordine dell'esercito.

## Biografia
Nacque a Veyrins, (Isère) il 10 marzo 1891, figlio di Joseph-Henri e di Marie-Joséphine Moine. Suo padre era falegname di professione e, associato ai suoi due zii, possedeva un laboratorio di falegnameria che si diversificò in meccanica al momento della nascita dell'automobile. Nell'officina del padre si appassionò alla meccanica, e poi leggendo delle riviste specializzate, al nascente mondo dell'aviazione. Divenuto apprendista presso l'azienda di famiglia, dovette adempiere agli obblighi militari presso l'Armée de terre nell'ottobre 1912.
L'esercito notò le sue abilità come meccanico e lo assegnò al 1º Reggimento del genio a Reims, da dove fu mandato al servizio aeronautico per prestare servizio come meccanico personale di un pilota. Era ancora militare quando scoppiò la prima guerra mondiale, assegnato alla Escadrille HF 1 a Nancy. Promosso caporale il 15 dicembre 1914 e divenuto osservatore fotografo, rispose all'appello per la ricerca di volontari per frequentare le scuole di volo e partì per la scuola di Pau il 20 febbraio 1915, il giorno dopo la sua nomina a sergente. Compì i suoi primi voli ai comandi di un aereo da addestramento Blériot XI, e a Pau conobbe due studenti con i quali diventò amico: il sergente René Dorme e l'aspirante Jean Raty. Dopo aver conseguito il brevetto di pilota militare (n.968), alla fine di maggio 1915 i tre piloti entrarono in servizio alla Escadrille C 94 assegnato al Campo trincerato di Parigi.
L'aviazione tedesca effettuava rarissime incursioni sulla Capitale, e per combattere il 21 luglio 1915 Dorme si unì a lui per effettuare un'incursione clandestina a bordo di un Caudron G.4 effettuata contro le linee tedesche, che bombardarono con ciottoli raccolti in un cantiere parigino. Promosso aiutante in agosto, contemporaneamente al suo amico Dorme, con quest'ultimo, molto religioso, frequentò la piccola chiesa cattolica di Le Bourget dove conobbe una ragazza che divenne la sua fidanzata. Il 2 marzo 1916 fu trasferito insieme a Dorme alla Escadrille N 95 del CRP, sempre di stanza a Le Bourget, ma equipaggiata con caccia Nieuport 11 che imparò a pilotare. Fu il pilota selezionato per testare una nuova arma, i razzi Le Prieur, attaccati ai montanti del caccia e destinati ad incendiare i palloni da osservazione nemici, i Drachen. Effettuò con successo il primo collaudo reale del sistema d'arma sul campo di Le Bourget il 4 maggio 1916, alla presenza del Presidente della Repubblica Raymond Poincaré che si congratulò con lui alla fine del volo. Fu distaccato al fronte per il primo utilizzo operativo dell'arma, effettuato con diversi altri piloti il 22 maggio 1916 nella regione di Verdun, e abbatté effettivamente un Drachen nemico, la sua prima vittoria. il 16 giugno 1916 fu trasferito alla Escadrille N 3, una squadriglia scelta da caccia dell'Aéronautique Militaire, dove ritrovò il suo amico Dorme. Giustamente giudicato specialista nell'attacco ai palloni Drachen, si limitò a colpire questo tipo di obiettivo, considerato molto pericoloso in quanto i Drachen erano fortemente difesi dall'artiglieria contraerea.  Fu proprio la contraerea a colpire il suo aereo il 1º luglio 1916 ferendolo gravemente. Mandato nelle retrovie fu dimesso dopo diverse settimane di ricovero in ospedale.
Ritornò alla Escadrille N 3, di stanza nella Somme, il 14 novembre 1916 dopo una lunga convalescenza e ottenne due vittorie aeree confermate il 15 e 20 dicembre 1916, ma la polmonite lo costrinse a interrompere i suoi voli il 16 gennaio 1917. Ritornato alla Escadrille N 3 il 1 marzo 1917, allora di stanza in Lorena, seguì la sua unità sul campo di Bonnemaison il 31 marzo per coprire l'attacco sullo Chemin des Dames e ottenne la sua quarta vittoria il 5 maggio 1917, come così come molte altre che non gli furono confermate. Colpito nuovamente dalla contraerea il 23 maggio 1917, il suo aereo si schiantò contro le linee francesi rimanendo gravemente ferito.
Mandato a casa, nell'Isère, per essere curato, sposò lì la sua fidanzata e, promosso sottotenente, ritornò al fronte il 19 agosto 1918, assegnato alla Escadrille SPA 167, una nuova unità guidata dall'asso dell'aviazione Bernard Barny de Romatet con la quale ottenne la sua quinta e ed ultima vittoria il 24 ottobre 1918.
Rimasto vittima dell'influenza spagnola il mese successivo, fu nuovamente ricoverato in ospedale e ufficialmente smobilitato l'8 ottobre 1919, fu promosso tenente il 30 novembre, e si stabilì definitivamente nell'Isère. Rimase ufficiale della riserva e come tale completò due periodi di servizio volontario a Le Bourget dove soggiornò dai suoceri. Tuttavia il suo stato di salute, dovuto alle numerose ferite (braccio, gamba, mascella e polmoni) portò al suo congedo definitivo nel 1924 con una pensione di invalidità dell'80%. Da sempre appassionato di meccanica, si costruì la propria automobile, lavorando nell'azienda del padre che curò la costruzione di un setificio e di un caseificio. Fu lui a disegnare personalmente i progetti che gli avrebbero poi permesso, facendoli convalidare presso l'Ordine degli Architetti, di esercitare questa professione in questo dipartimento fino al suo pensionamento. Non prese parte alla seconda guerra mondiale a causa del suo stato di salute, e si spense il 28 ottobre 1979 a Corbelin.

### Fonti
1. 1 2 3 4 5 6  Albin Denis.
2. ↑  Franks, Bailey 1992, pp. 151-152.
3. 1 2  The Aerodrome.
4. 1 2 3 4 5 6 7 8 9 10 11 12 13 14 15 16 17 18 19 20 21 22 23 24  AS14-18.
5. 1 2  Franks, Bailey 1992, pp. 169-170.
6. ↑  Guttman 2002, p. 20.